# Grupo 3

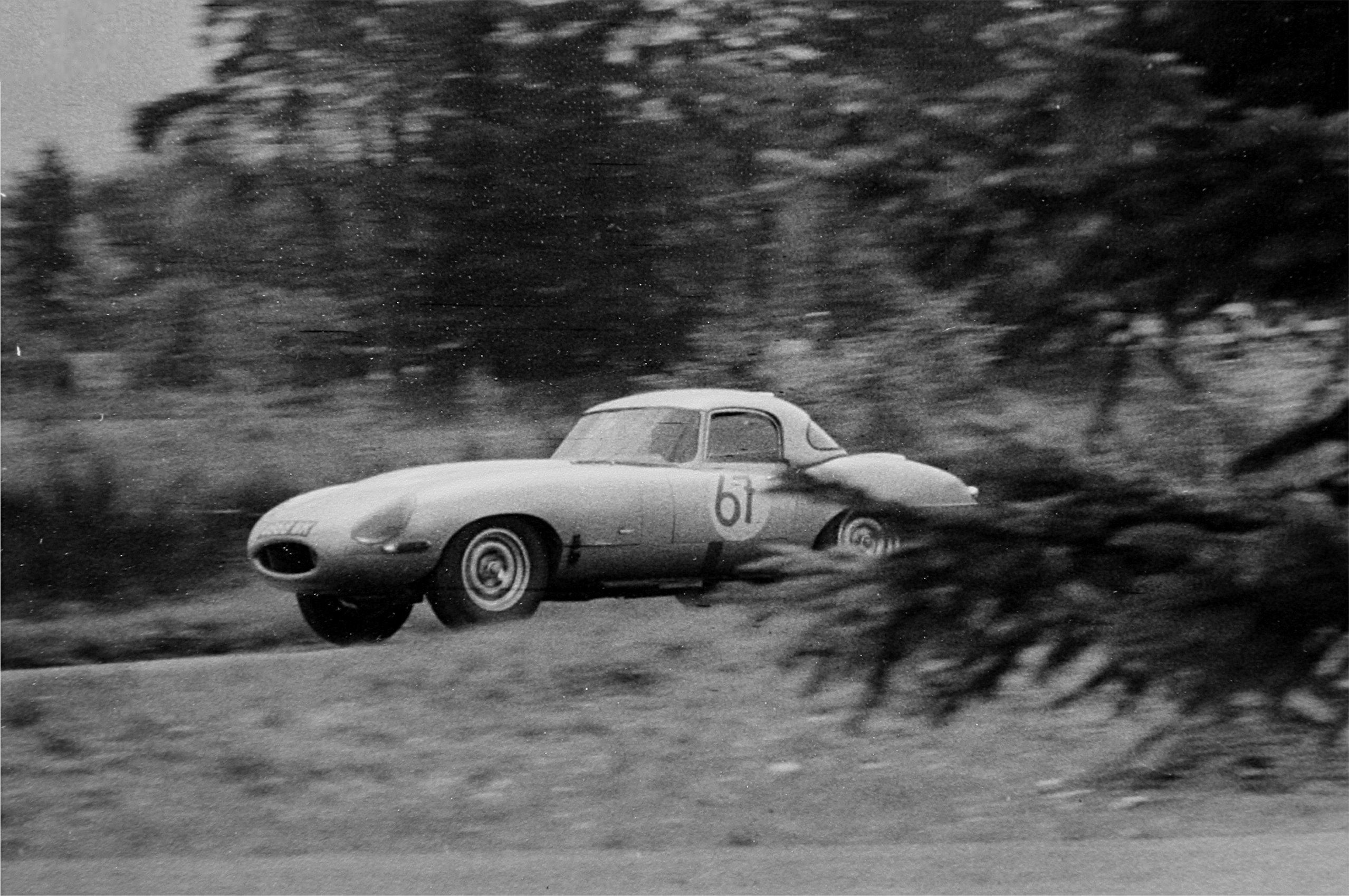
Jaguar E-type perteneciente al Grupo 3.

El Grupo 3, (denominado en inglés: Series Production Grand Touring Cars) se refería a una serie de regulaciones para vehículos derivados de la producción en serie, para su adaptación en competencias deportivas. Fue implantado por la FIA, en 1957 y sufrió varias modificaciones a lo largo de su existencia. Fue sustituido en diciembre de 1981, por los Grupo B.
Para que un constructor homologase un vehículo como Grupo 3, tenía que producir una cantidad mínima de 500 unidades anuales, del modelo en cuestión. Además solo se les permitía mínimas modificaciones.